# サックヴィル・レーン＝フォックス (第12代コンヤーズ男爵)
第12代コンヤーズ男爵および法律上の第15代ダーシー・ド・ネイス男爵サックヴィル・ジョージ・レーン＝フォックス（英語: Sackville George Lane-Fox, 12th Baron Conyers and de jure 15th Baron Darcy de Knayth、1827年9月14日 – 1888年8月24日）は、イングランド貴族。

## 生涯
サックヴィル・ウォルター・レーン＝フォックスと妻シャーロット・メアリー・アン（Charlotte Mary Anne、旧姓オズボーン（Osborne）、1801年7月16日 – 1836年1月17日、第6代リーズ公爵ジョージ・オズボーンの娘）の息子として、1827年9月14日にロンドンで生まれ、27日に洗礼を受けた。
1846年8月7日にロイヤル・ホース・ガーズのコルネット（騎兵少尉）としての辞令を購入し、1849年12月28日に軽竜騎兵第13連隊に転じた後、1850年4月に連隊から引退した。
クリミア戦争中の1854年12月29日に第21歩兵連隊のエンサインとしての辞令を受け、イギリス陸軍に復帰した。セヴァストポリ包囲戦で戦功を挙げて飾版つき記章（bar and clasp）を授与された。1856年7月22日に第87歩兵連隊の中尉に昇進し、1859年6月に連隊から引退した。
1859年6月9日に母の兄にあたる第7代リーズ公爵フランシス・ダーシー＝オズボーンが死去すると、コンヤーズ男爵位とダーシー・ド・ネイス男爵位を継承、コンヤーズ男爵として貴族院議員に就任した。貴族院では保守党に所属した。
1861年5月24日にコルネットとしてヨークシャー・フザール連隊に入隊したが、9月に連隊から引退、1863年5月19日にロイヤル・イースト・ケント・ヨーマンリー連隊の中尉に任命された。
1888年8月24日にウォルマーで死去、29日に同地で埋葬された。息子に先立たれたため、コンヤーズ男爵位とダーシー・ド・ネイス男爵位は娘2人の間で停止状態になった。その後、コンヤーズ男爵位の停止状態は1892年6月8日に解消され、長女マーシア・アメリア・メアリーが継承した。ダーシー・ド・ネイス男爵位の停止状態は1903年9月29日に解消され、次女ヴァイオレット・アイダ・イーヴリンが継承した。

## 家族
1860年8月14日、メアリー・カーティス（Mary Curteis、1921年11月12日没、レジナルド・カーティスの娘）と結婚、1男2女をもうけた。
- サックヴィル・フィッツロイ・ヘンリー（Sackville FitzRoy Henry、1861年5月9日 ロンドン – 1879年8月27日 ダーバン[1]）
- マーシア・アメリア・メアリー（英語版）（1863年10月18日 – 1926年11月17日） - 第13代コンヤーズ女男爵、第6代フォーコンバーグ女男爵
- ヴァイオレット・アイダ・イーヴリン（英語版）（1865年6月1日 – 1929年4月29日） - 第16代ダーシー・ド・ネイス女男爵